# Kovdor
Kovdor (en rus Ковдор) és una ciutat de l'óblast de Múrmansk, a Rússia. Es troba a la vora del riu Kovdora, a 21 km de la frontera amb Finlàndia, a 124 km a l'oest d'Apatiti, a 189 km al sud-oest de Múrmansk i a 1.366 km al nord de Moscou.
Als voltants de l'actual ciutat de Kovdor s'hi obrí el 1933 la mina de ferro de Kovdora. L'extracció de mica industrial començà l'any següent. L'estudi geològic dels jaciments de minerals de ferro de Kovdora fou interromput durant la Segona Guerra Mundial. El 1953 començà la construcció d'un combinat d'extracció i d'una ciutat minera, que rebé l'estatus de ciutat el 1965.